# Givi Čikvanaja
Givi Chikvanaia (in georgiano გივი ჩიქვანაია?, in russo Гиви Петрович Чикваная?; Telavi, 29 maggio 1939 – Mosca, 2 agosto 2018) è stato un pallanuotista sovietico, vincitore di due medaglie d'argento a Città del Messico 1968 e Roma 1960.